# إلياس موسى دوالي
إلياس موسى دوالي، سياسي جيبوتي وهو وزير الاقتصاد والمالية والتخطيط منذ عام 2011.

## سيرة عملية
شغل موسى دوالي منصب الرئيس التنفيذي للعمليات في ميناء جيبوتي من عام 1996 إلى عام 2004.
موسى دوالي هو وزير الاقتصاد والمالية في جيبوتي، والمسؤول عن الصناعة منذ 12 مايو 2011. كما شغل منصب الأمين العام لحزب التجمع الشعبي من أجل التقدم منذ سبتمبر 2012.